# Sàtir (músic)
Sàtir  (en llatí Satyrus, en grec antic Σάτυρος) fou un flautista grec, possible descendent de Sàtir de Tebes.
Claudi Elià indica sobre aquest músic que va escoltar molt sovint al filòsof Aristó de Quios i en endavant es va dedicar principalment a estudiar filosofia. La seva música la va dedicar a personatges de l'obra d'Homer.